# Sorygaza
Sorygaza é um gênero de traça pertencente à família Arctiidae.